# Центри окоштавања
Центари окоштавања (ЦО) су тачке на којима почиње окоштавање хијалинске хрскавице. Први корак у окоштавању је да хондроцити у овом тренутку постану хипертрофични и да се распореде у редове. Матрица у коју је  уграђен ЦО повећава се у количини, тако да се ћелије даље одвајају једна од друге. У овој матрици потом долази до таложења кречњачког материјала, између редова ћелија, тако да се оне одвајају једна од друге уздужним стубовима калцификоване матрице, дајући зрнаст и непрозиран изглед.
Ту и тамо матрица између две ћелије истог реда такође постаје калцификована, а попречни стубићи калцификоване супстанце протежу се од једног кречњачког стуба до другог.
Дакле, постоје уздужне групе ћелија хрскавице затворене у дугуљасте шупљине, чији су зидови формирани од калцификованог матрикса који одсеца сву исхрану ћелија, што узрокује да ћелије,  атрофирају, остављајући просторе који се називају примарне ареоле.

## Врсте
Центри окоштавања могу бити примарни и секундарни.

##### Примарни центри окоштавања
Примарни центар окоштавања је прва област кости која почиње да окоштава. Обично се појављује током пренаталног развоја у централном делу сваке кости у развоју. Код дугих костију примарни центри се јављају у дијафизи/осовини, а код неправилних костију примарни центри се обично јављају у телу кости. 
Већина костију има само један примарни центар (нпр. све дуге кости осим кључне кости), али неке неправилне кости као што су карлична кост  и кичмени пршљенови имају више примарних центара.

##### Секундарни центри окоштавања
Секундарни центар окоштавања је подручје окоштавања које се појављује након што се примарни центар окоштавања већ појави, Већина ових центара јавља се током постнаталних и адолесцентних година. Већина костију има више од једног секундарног центра окоштавања. Код дугих костију, секундарни центри се појављују у епифизама.
На крају формирања секундарног центра окоштавања, једине две области у којима остаје хрскавица су на епифизама на зглобној хрскавици која покрива епифизу и на епифизној плочи између епифизе и дијафизе.